# Obligation samouraï
 (juin 2025).
Si vous disposez d'ouvrages ou d'articles de référence ou si vous connaissez des sites web de qualité traitant du thème abordé ici, merci de compléter l'article en donnant les références utiles à sa vérifiabilité et en les liant à la section « Notes et références ».
« Obligation samouraï » (サムライ債, Samurai-sai) est le surnom d'une obligation émise principalement en yens à la bourse de Tokyo par des sociétés non-japonaises (non résidentes). Ces obligatons sont soumises à la réglementation japonaise.